# Maria Rychter
Maria Rychter, także Rychterówna, ps. „Marta”, „Maria” (ur. 26 lutego 1887 w Łomży, zm. 17 marca 1975 w Warszawie) – działaczka niepodległościowa, bibliotekarka.

## Życiorys
Jej ojcem był Mieczysław, łomżyński księgarz, a matką – Jadwiga z Budzińskich. W latach 1897–1905 uczyła się w państwowym gimnazjum w Łomży, z którego została wydalona za organizację strajku szkolnego w 1905. W roku szkolnym 1906/1907 kontynuowała naukę w Warszawie na kursach przygotowawczych do uczelni wyższych prowadzonych przez Zofię Kurmanową. W kolejnym roku szkolnym była słuchaczką studium humanistycznego Towarzystwa Kursów Naukowych (późniejszej Wolnej Wszechnicy Polskiej) w Warszawie. W 1909 rozpoczęła studia polonistyczne na Wydziale Filozoficznym Uniwersytetu Lwowskiego.
Od wiosny 1912 była członkinią Polskich Drużyn Strzeleckich. W sierpniu 1914 pracowała w „Strzelcu” w Krakowie. Od kwietnia 1915 służyła w oddziale wywiadowczym I Brygady. Równocześnie pełniła funkcję kurierki między kwaterą Legionów Polskich w Zagórzu a Warszawą. 

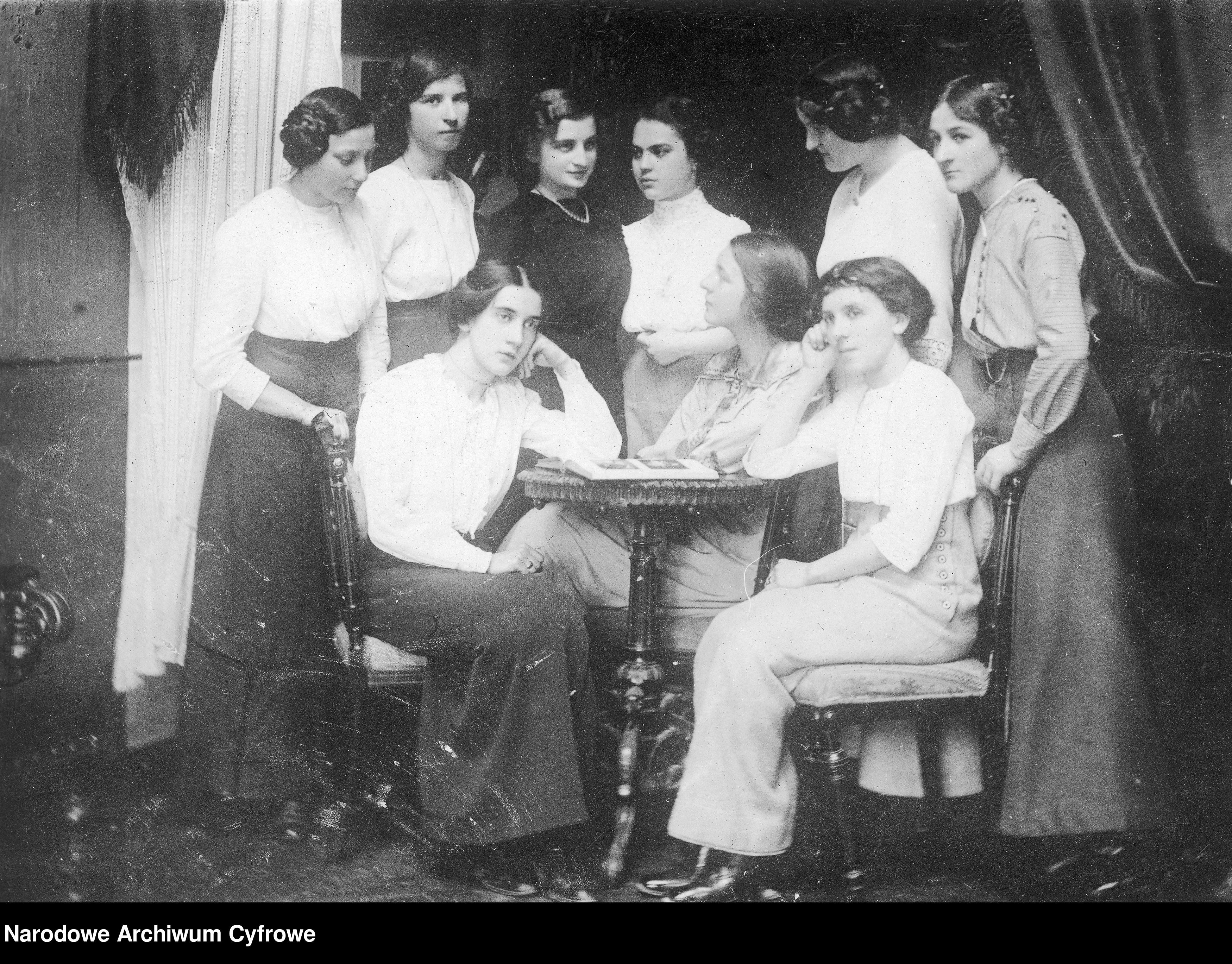
Członkinie 1. sekcji 1. plutonu Oddziału Kobiecego Związku Strzeleckiego we Lwowie: Stanisława Rutkowska, Anna Prądzyńska, Stanisława Kukielowa, stoja od lewej: Janina Benedekówna (Kowalska), H. Konówna, W. Buschówna, Maria Rychterówna, A. Biernacka, J. Sokólska, Lwów, 1912

Po rozwiązaniu oddziału przebywała najpierw w Częstochowie, potem w Piotrkowie Trybunalskim, działając w miejscowych komórkach PPS. Organizowała pogadanki dla młodzieży szkolnej, podczas których opowiadała o dziejach powstań narodowych.
Po zajęciu Warszawy przez Niemców w sierpniu 1915 działała w Polskiej Organizacji Wojskowej. Na przełomie 1915/1916 zorganizowała m.in. Pocztę Listów Prywatnych, która zajmowała się głównie dostarczaniem korespondencji pomiędzy oddziałami Legionów a rodzinami. Wyszukiwała też lokale dla PPS, prowadziła kolportaż pism i ulotek, zajmowała się wykonywaniem fałszywych dowodów osobistych. Dokonywała korekty „Przedświtu”. Zajmowała się też organizacją koncertów na rzecz PPS. W 1917 uczyła w szkole powszechnej w Warszawie.
Od stycznia 1918 do sierpnia 1919 zajmowała się administracją „Głosu Nauczycielskiego” oraz pracowała w sekretariacie Zarządu Głównego Zrzeszenia Nauczycielstwa Szkół Powszechnych. Następnie, do sierpnia 1923, prowadziła dział bibliotek ruchomych i pracowała w składzie materiałów kulturalno-oświatowych Departamentu Naukowo-Szkolnego Ministerstwa Spraw Wojskowych. W tym czasie uczęszczała do Szkoły Nauk Politycznych, gdzie otrzymała absolutorium, nie napisała jednak pracy dyplomowej. Przez kilka miesięcy pracowała jako sekretarka w Muzeum Wojska w Warszawie.
W latach 1924–1930 współpracowała z redakcją „Rocznika Pedagogicznego”. Od listopada 1925 do grudnia 1939 prowadziła bibliotekę z zakresu oświaty dla dorosłych w ministerstwie WRIOP. Działała w Związku Pracy Obywatelskiej Kobiet, redagując w latach 1928–1934 organ tego związku „Praca Obywatelska”, zamieszczając w nim także wiele swoich tekstów. Była współredaktorką wydawnictw zbiorowych Wierna służba (Warszawa 1927) i Służba ojczyźnie (Warszawa 1929). Była czynna w Przysposobieniu Wojskowym Kobiet do Obrony Kraju.

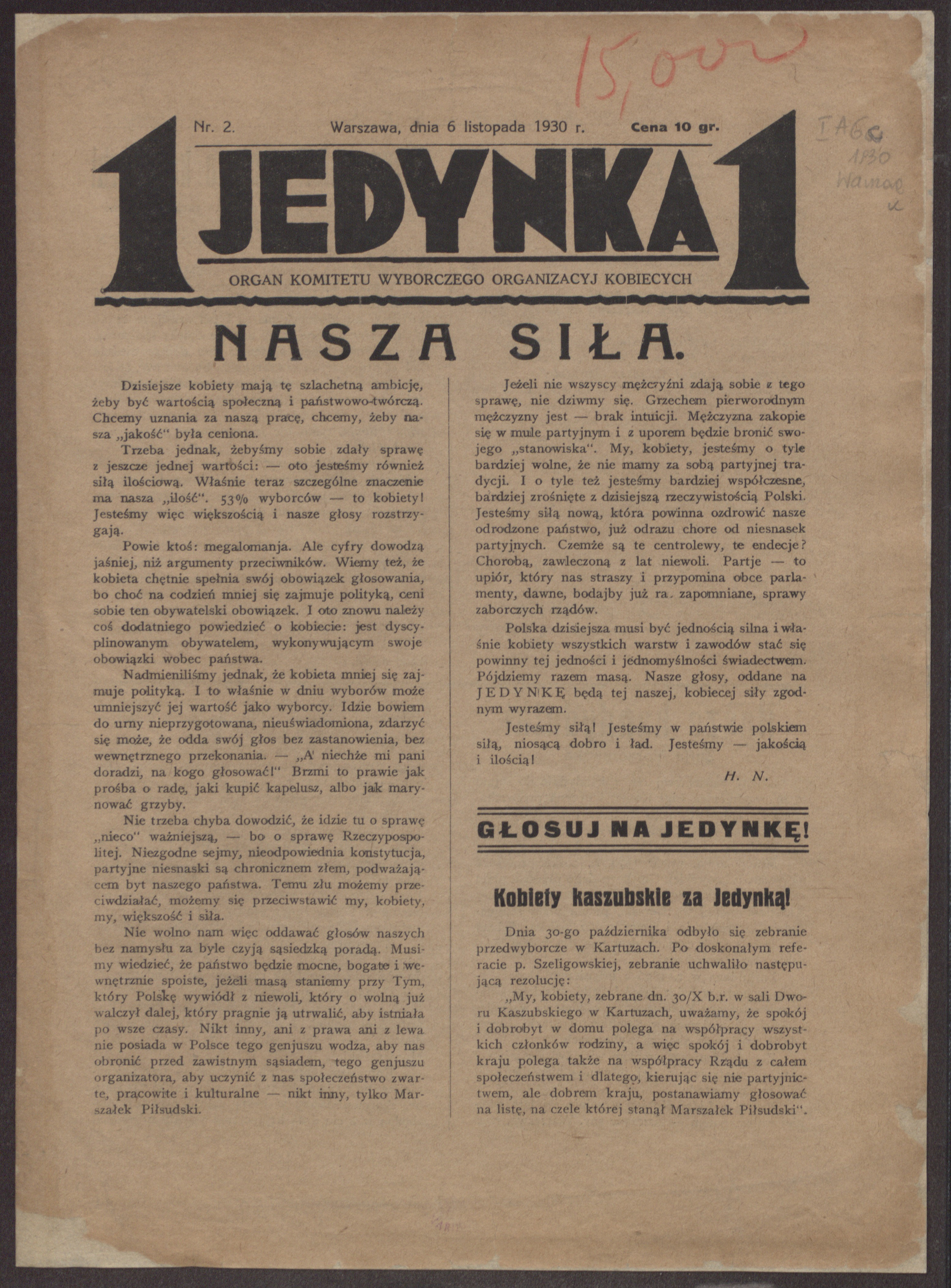
Pierwsza strona „Jedynki”

W okresie wyborów parlamentarnych w 1930 redagowała pismo prorządowego Komitetu Wyborczego Organizacji Kobiecych „Jedynka”, którego redakcja mieściła się przy ul. Świętokrzyskiej 5.
Podczas okupacji niemieckiej pracowała od marca 1942 aż do wybuchu powstania warszawskiego w Dziale Ewidencji Ludności Zarządu Miasta Stołecznego Warszawy. Była członkinią Armii Krajowej. W czasie powstania warszawskiego, w pierwszych dniach sierpnia 1944, pracowała w punkcie sanitarnym przy ulicy Opaczewskiej na Ochocie. Po upadku powstania została ewakuowana z Warszawy z ludnością cywilną. 
Powróciła do stolicy wiosną 1945 i w maju tego roku rozpoczęła pracę w bibliotece Muzeum Narodowego w Warszawie. W 1948 ukończyła w Warszawie kurs bibliotekarski dla pracowników bibliotek naukowych. 1 grudnia 1962 przeszła na emeryturę, a następnie przez pół roku pracowała nadal w bibliotece Muzeum Narodowego.
Została pochowana na cmentarzu Powązkowskim (kwatera 190-1-25).

## Publikacje wspomnień
- [wraz z Janiną Benedekówną) Nasz oddział macierzysty we Lwowie, [w:] Wierna Służba. Wspomnienia uczestniczek walk o niepodległość 1910–1915, red. Aleksandra Piłsudska, Warszawa 1927[2].
- Listopad w Zagórzu, [w:] tamże[2].
- Według rozkazu, [w:] tamże[2].
- Z dala od frontu, [w:] tamże[2].
- Maria Rychterówna, [w:] Kobiety niepodległości. Wspomnienia z lat 1910–1918, red. Kamil Piskała, Marta Sikorska-Kowalska, Warszawa 2019, s. 271–344 (zbiorowe wydanie powyższych relacji uzupełnione o wcześniej niepublikowane materiały)[5].

## Ordery i odznaczenia
- Krzyż Niepodległości z Mieczami (7 lipca 1931)[7]
- Krzyż Kawalerski Orderu Odrodzenia Polski (10 listopada 1928)[8]
- Złoty Krzyż Zasługi (po wojnie)[1]